# Sinophorus leptofemur
Sinophorus leptofemur är en stekelart som beskrevs av Sanborne 1984. Sinophorus leptofemur ingår i släktet Sinophorus och familjen brokparasitsteklar. Inga underarter finns listade i Catalogue of Life.